# Сражение при Кагаяне
Сражение при Кагаяне (исп. Combates de Cagayán) — сражение, произошедшее между испанскими колонистами во главе с капитаном Хуаном Пабло де Каррионом и японскими пиратами вокоу во главе с Таем Фузой в 1582 году. Сражение произошло в окрестностях реки Кагаян.
В столкновении, с одной стороны участвовали испанские мушкетёры, пикинёры, родельерос и моряки, а с другой — японские, китайские и, вероятно, филиппинские пираты, солдаты и рыбаки.

## Предыстория
Примерно в 1573 году японцы начали обменивать золото на серебро на филиппинском острове Лусон, особенно в провинциях Кагаян, Манила и Пангасинан. Однако в 1580 году группа прибывших пиратов подчинила себе часть провинции Кагаян. Они звали себя вокоу, и ранее с ними сражался китайский император Цзяцзин.
В ответ генерал-губернатор Филиппин поручил Хуану Пабло де Карриону, капитану испанского военно-морского флота, разобраться с пиратством.
Японцы — самый воинственный народ здесь. У них есть артиллерия и обученные солдаты-аркебузиры и пикинёры. Они носят доспехи. Всё это работа португальцев, что привела их намерения к воинственному виду...
— Гонсало Ронкильо
Каррион напал на первый встреченный корабль вокоу, тем самым развязав боевые действия. Тай Фуса, узнав об этом, двинул туда свой флот.

## Силы сторон
Флот вокоу состоял из одной джонки и 18 сампанов. Хотя их команды были собраны из японских, китайских и филиппинских пиратов, судя по всему, их предводитель был японцем. Испанские источники называют имя Тай Фуса, что не соответствует японскому имени, но может быть транслитерацией Тайфу-сама, при этом тайфу (大夫) — слово, обозначающее японскую средневековую армейскую должность, также произносится как тай-ху на хокиенском китайском или дафу. Помимо холодного вооружения, у них были и португальские аркебузы..
Каррион в ответ собрал отряд из сорока солдат на семи судах: пять небольших вспомогательных лодок, легкий корабль «Сан-Жузепе» и галеон «Ла Капитан». Несмотря на меньшую численность, испанцы стреляли лучше, чем пираты, к тому же были экипированы более качественной бронёй. Некоторые китайские источники утверждают, что японские пираты не очень хорошо стреляли из своих аркебуз, что, как полагают, было связано с нехваткой хорошего пороха.

## Битва
Проходя мимо мыса Божеадор, испанская флотилия столкнулась с тяжелым сампаном вокоу. Каррион, хотя вокоу и превосходили его численно, вступил в бой и в конце концов взял сампан на абордаж. Испанские родельерос столкнулись с вокоу лицом к лицу. Несмотря на первоначальный успех, испанские солдаты были отброшены обратно на свой собственный корабль, палуба которого превратилась в поле боя. В конце концов испанцы одержали верх, отправив испанских пикинёров вперёд, а аркебузиров и мушкетёров — назад. Вокоу покинули корабль и ушли, причем некоторые из них утонули из-за веса своих доспехов. Испанцы понесли свои первые потери, среди них был капитан галеры Перо Лукас.
Флотилия продолжила движение вверх по реке Кагаян, обнаружив флотилию из восемнадцати сампанов и фортификации вокоу. Высадившись в ходе боя на берег, испанцы окопались, разместили в траншеях артиллерию, выгруженную с галеона, и непрерывно обстреливали пиратов. Вокоу решили закончить дело переговорами. Требованием Карриона было немедленное оставление пиратами Лусона, а вокоу в принципе были согласны, но с условием, что они возьмут за это компенсацию золотом, чего Каррион категорически не хотел. После этого вокоу решили атаковать по суше силами около шестисот человек.
Испанские солдаты и матросы выдержали первый штурм, затем ещё один. К третьей атаке у испанцев кончился порох, и сражение перешло в рукопашную в окопах. Наконец, когда силы вокоу ослабли, испанцы контратаковали, разгромив оставшихся пиратов. Затем они разграбили артиллерию вокоу, после чего забрали множество японских доспехов и оружия как трофеи.

## Последствия
Когда в регион прибыло подкрепление и настал мир, Каррион основал город Нуэва-Сеговия (ныне Лол-ло). Впоследствии пираты встречались редко, хотя впечатление, оставленное ожесточенностью сражения, побудило местного испанского вице-короля запросить дополнительные войска. Коммерческая деятельность близ Кагаяна была сосредоточена в заливе Лингайен, в Пангасинане, в порту Аго, и состояла в основном из торговли оленьими шкурами.